# Berea (distrikt)
Berea (engelska: Berea District) är ett distrikt i Lesotho. Det ligger i den centrala delen av landet, 50 km öster om huvudstaden Maseru. Antalet invånare är 66 863. Arean är 2 222 kvadratkilometer. Berea gränsar till Leribe District, Thaba-Tseka, Maseru och Fristatsprovinsen. 
Terrängen i Berea är kuperad åt nordväst, men åt sydost är den bergig.
Berea delas in i:
- Mapoteng Community
- Senekane Community
- Kanana Community
- Koeneng Community
- Makeoana Community
- Maluba-lube Community
- Motanasela Community
- Phuthiatsana Community
- Tebe-Tebe Community
- Mabote Community

Följande samhällen finns i Berea:
- Teyateyaneng